# Bjørn Helland-Hansen
Bjørn Helland-Hansen, född 16 oktober 1877 i Kristiania, död 7 september 1957 i Bergen, var en norsk oceanograf.
Helland-Hansen blev student 1895, deltog 1898 i Kristian Birkelands första expedition för norrskensforskning, anställdes 1900 som assistent vid Statens Fiskeriundersøgelser och hade en ledande roll i de hydrografiska undersökningarna med fartyget "Michael Sars". År 1902 kallades han till Skottland för att där organisera oceanografiska undersökningar. År 1906 blev han föreståndare för Bergens biologiska station och var 1914–1946 professor i oceanografi vid Bergens museum. Han var även redaktör för den oceanografiska delen av "Internationale Revue der gesamten Hydrobiologie und Hydrographie".
I en rad skrifter behandlade han både hydrografiska och biologiska ämnen inom oceanografin. Han studerade främst Norska havet, Nordsjön och de norska fjordarna. Tillsammans med Johan Sandström utarbetade han en mycket använd metod för beräkning av havsströmmar på grundval av Vilhelm Bjerknes dynamiska teori. Han deltog i atlantexpeditionen med "Michael Sars" 1910 och bearbetade dess hydrografiska resultat. Under ett flerårigt samarbete med Fridtjof Nansen bearbetade han det stora hydrografiska materialet från "Michael Sars" och andra expeditioner i Norska havet. Resultaten därifrån publicerades i flera avhandlingar, bland annat den stora monografin The Norwegian Sea (1909), i vilken framlades en rad upptäckter, bland annat om växelspelet mellan de hydrografiska förhållandena och klimat, jordbruk och fiskerinäringen. Helland-Hansen invaldes som ledamot av svenska Vetenskapsakademien 1948.